# Liste der denkmalgeschützten Objekte in St. Andrä-Wördern
Die Liste der denkmalgeschützten Objekte in St. Andrä-Wördern enthält die 17 denkmalgeschützten, unbeweglichen Objekte der Gemeinde St. Andrä-Wördern.

## Denkmäler
| Foto |                 | Denkmal                                                                                         | Standort                                           | Beschreibung | Metadaten |
| ---- | --------------- | ----------------------------------------------------------------------------------------------- | -------------------------------------------------- | --- | --- |
| ja   | Datei hochladen | Ortskapelle HERIS-ID: 26665 Objekt-ID: 23154                                                    | Donaustraße 1, vor Standort KG: Altenberg          | Die Ortskapelle von Altenberg ist ein turmartiger quadratischer Holzbau mit Dachreiter von Max von Ferstel aus dem frühen 20. Jahrhundert. | BDA-Hist.: Q37903333 Status: § 2a Stand der BDA-Liste: 2025-06-30 Name: Ortskapelle GstNr.: .73                                                                                             |
| ja   | Datei hochladen | Tempelbergwarte HERIS-ID: 26684seit 2022                                                        | Standort KG: Altenberg                             | Die burgturmartige Warte wurde 1908 vom Österreichischen Touristenklub errichtet. | BDA-Hist.: Q2402706 Status: Bescheid Stand der BDA-Liste: 2025-06-30 Name: Tempelbergwarte GstNr.: 195/1 Tempelbergwarte                                                                    |
| ja   | Datei hochladen | Alte Schule HERIS-ID: 26676 Objekt-ID: 23166                                                    | Hadersfelderstraße 1 Standort KG: Greifenstein     | Die alte Schule ist ein zweigeschoßiger blockhafter Bau mit einer Bausubstanz aus dem 16. Jahrhundert. Die Fassaden wurden im 20. Jahrhundert verändert. | BDA-Hist.: Q37903453 Status: Bescheid Stand der BDA-Liste: 2025-06-30 Name: Alte Schule GstNr.: .11/1                                                                                       |
| ja   | Datei hochladen | Burg Greifenstein HERIS-ID: 26673 Objekt-ID: 23163                                              | Standort KG: Greifenstein                          | Die hochmittelalterliche Burg, erstmals urkundlich erwähnt im Jahr 1135, war ab der zweiten Hälfte des 18. Jahrhunderts dem Verfall preisgegeben und wurde 1818 unter Einbeziehung erhaltener Teile wieder aufgebaut.                                                                                        | BDA-Hist.: Q874451 Status: Bescheid Stand der BDA-Liste: 2025-06-30 Name: Burg Greifenstein GstNr.: .40, 167/2, 168/2, 168/3, 168/7, 169/1, 169/2, 170 Burg Greifenstein (Niederösterreich) |
| ja   | Datei hochladen | Kath. Filialkirche Maria Sorg HERIS-ID: 26678 Objekt-ID: 23168                                  | Hauptstraße 47 Standort KG: Greifenstein           | Eine in dominanter Hochlage in den Jahren 1953 bis 1966 errichtete Kirche. | BDA-Hist.: Q37903483 Status: § 2a Stand der BDA-Liste: 2025-06-30 Name: Kath. Filialkirche Maria Sorg GstNr.: .88                                                                           |
| ja   | Datei hochladen | Obelisk des ehem. Liechtenstein’schen Landschaftsgartens HERIS-ID: 26683 Objekt-ID: 23173       | bei Feldgasse 21 Standort KG: Hadersfeld           | Ein nach oben verjüngter Steinpfeiler über einer künstlichen Grotte im ehemaligen Landschaftsgarten des Fürsten Liechtenstein, der Anfang des 19. Jahrhunderts von Joseph Hardtmuth errichtet wurde. | BDA-Hist.: Q37903513 Status: Bescheid Stand der BDA-Liste: 2025-06-30 Name: Obelisk des ehem. Liechtenstein’schen Landschaftsgartens GstNr.: 28/2 Obelisk Hadersfeld                        |
| BW   | Datei hochladen | Kath. Filialkirche hl. Johannes d. T. und Figurenbildstock hl. Leopold HERIS-ID: 59382seit 2025 | Hauptstraße 54, bei Standort KG: Hintersdorf       | Die klassizistische Filialkirche wurde nach 1784 von Pater Jacob Geyer, der Pfarrer in St. Andrä war, als Schlosskapelle an das damals gotische Schloss Hintersdorf angebaut. Vor der Kirche steht ein 3,5 Meter hoher Figurenbildstock des hl. Leopold, der 1820 ebenfalls von Jacob Geyer gestiftet wurde. | BDA-Hist.: Q135167828 Status: Bescheid Stand der BDA-Liste: 2025-06-30 Name: Kath. Filialkirche hl. Johannes d. T. und Figurenbildstock hl. Leopold GstNr.: .25/2, 391/8                    |
| ja   | Datei hochladen | Hausberganlage Schlossberg HERIS-ID: 28406 Objekt-ID: 24984                                     | Schlossberg Standort KG: Kirchbach                 | | BDA-Hist.: Q37919788 Status: Bescheid Stand der BDA-Liste: 2025-06-30 Name: Hausberganlage Schloßberg GstNr.: 123/3, 123/6, 123/1, 123/5                                                    |
| ja   | Datei hochladen | Figur hl. Johannes Nepomuk HERIS-ID: 26688 Objekt-ID: 23178                                     | bei Greifensteinerstraße 11 Standort KG: St. Andrä | Eine barocke Nepomukstatue auf einem geschweiften Sockel; bezeichnet mit 1726. | BDA-Hist.: Q37903526 Status: § 2a Stand der BDA-Liste: 2025-06-30 Name: Figur hl. Johannes Nepomuk GstNr.: 478/1                                                                            |
| ja   | Datei hochladen | Schule HERIS-ID: 26695 Objekt-ID: 23185                                                         | Greifensteinerstraße 31 Standort KG: St. Andrä     | Ehemalige Volksschule, ein zweigeschoßiger Bau über rechteckigem Grundriss, der 1878 errichtet wurde. | BDA-Hist.: Q37903571 Status: § 2a Stand der BDA-Liste: 2025-06-30 Name: Schule GstNr.: 408/2                                                                                                |
| ja   | Datei hochladen | Alter Pfarrhof HERIS-ID: 26689 Objekt-ID: 23179                                                 | Kirchenplatz 2 Standort KG: St. Andrä              | Der ehemalige Pfarrhof wurde 1683 bis 1693 errichtet. 2001/02 erfolgte eine Renovierung sowie ein Umbau zu einem Kultur- und Veranstaltungszentrum, weiters kam an der Südostseite ein Anbau hinzu. | BDA-Hist.: Q37903539 Status: § 2a Stand der BDA-Liste: 2025-06-30 Name: Alter Pfarrhof GstNr.: .6, 493/3, 493/2                                                                             |
| ja   | Datei hochladen | Bildstock HERIS-ID: 26661 Objekt-ID: 23150                                                      | bei Wienerstraße 38 Standort KG: St. Andrä         | Ein Pfeilerbildstock mit einem Nischenaufsatz. | BDA-Hist.: Q37903307 Status: § 2a Stand der BDA-Liste: 2025-06-30 Name: Bildstock GstNr.: 365/5                                                                                             |
| ja   | Datei hochladen | Bildstock HERIS-ID: 26663 Objekt-ID: 23152                                                      | Königstettner Straße Standort KG: St. Andrä        | Ein quadratischer Pfeilerbildstock mit Nischenaufsatz aus dem 18. Jahrhundert. | BDA-Hist.: Q37903320 Status: § 2a Stand der BDA-Liste: 2025-06-30 Name: Bildstock GstNr.: 485/5                                                                                             |
| ja   | Datei hochladen | Kath. Pfarrkirche hl. Andreas HERIS-ID: 26690 Objekt-ID: 23180                                  | Kirchenplatz 4 Standort KG: St. Andrä              | Eine gotische Kirche mit romanischem Kern und zahlreichen barocken Anbauten. | BDA-Hist.: Q1661489 Status: § 2a Stand der BDA-Liste: 2025-06-30 Name: Kath. Pfarrkirche hl. Andreas GstNr.: .9 Pfarrkirche St Andrä vor dem Hagental                                       |
| ja   | Datei hochladen | Ehem. EVN-Halle, heute Bauhofhalle HERIS-ID: 62710 Objekt-ID: 75286                             | Bahngasse 5 Standort KG: Wördern                   | | BDA-Hist.: Q38100848 Status: Bescheid Stand der BDA-Liste: 2025-06-30 Name: Ehem. EVN-Halle, heute Bauhofhalle GstNr.: 1030/52                                                              |
| ja   | Datei hochladen | Villa Pereira HERIS-ID: 26670 Objekt-ID: 23159                                                  | Greifensteinerstraße 156 Standort KG: Wördern      | Die Villa ist ein Hauptbeispiel der frühhistoristischen Schlossbaukunst in Österreich und wurde in den Jahren 1846 bis 1849 von Ludwig Förster errichtet. | BDA-Hist.: Q1747527 Status: Bescheid Stand der BDA-Liste: 2025-06-30 Name: Villa Pereira GstNr.: 624/1 Villa Pereira                                                                        |
| ja   | Datei hochladen | Kriegerdenkmal, Frau mit sterbendem Soldaten HERIS-ID: 26693 Objekt-ID: 23183                   | Altgasse 30, vor Standort KG: Wördern              | Das Kriegerdenkmal für die Gefallenen des Ersten Weltkrieges wurde 1928 errichtet und zeigt eine Frau mit sterbendem Soldaten. Daneben steht das Kriegerdenkmal für die Gefallenen des Zweiten Weltkrieges, es wurde um 1960 von Viktor Hammer errichtet und ist nicht denkmalgeschützt.                     | BDA-Hist.: Q37903559 Status: § 2a Stand der BDA-Liste: 2025-06-30 Name: Kriegerdenkmal, Frau mit sterbendem Soldaten GstNr.: 1501/24                                                        |